# Christian de Saint-Maurice
Christian de Saint-Maurice, né le 12 juin 1927 à Paris et mort le 16 août 1987 à Armentières-sur-Ourcq, est un réalisateur français.

## Filmographie
- 1960 : Suspense au Deuxième Bureau